# Школа Відчаю
«Школа Відчаю» — українське реаліті-шоу. Прем'єрний показ і перші трансляції ведуться на телеканалі «Новий канал». 

## Про проєкт
Герої проєкту — підлітки (13-19 років) позбавлені батьківської любові, розуміння близьких, заручники нещасливого оточення і способу життя (заборонені препарати, табачна продукція, алкоголь, вульгарність, агресія тощо). Кожен з них розуміє: далі так жити не можна і дуже хоче змінитися. Протягом декількох місяців на очах глядачів буде відбуватися сміливий соціальний експеримент. День за днем професійні педагоги та психологи будуть ставити перед героями нові завдання. Кожне завдання — маленький крок на шляху до великої мети. Підлітки будуть заново дізнаватися себе, вчитися прощати, не боятися довіритися, відкритися світові, полюбити його і себе.

## Керівництво Школи
| Керівництво Школи   | Сезони              | Сезони              | Сезони              | Сезони              | Сезони              | Сезони              | Сезони              | Сезони              | Сезони              | Сезони              | Сезони              | Сезони              | Сезони              | Сезони              |
| Керівництво Школи   | 1 сезон             | 2 сезон             | 3 сезон             | 4 сезон             | 5 сезон             | 6 сезон             | 7 сезон             | 8 сезон             | 9 сезон             | 10 сезон            | НВШ (12 сезон)      | ВС (11 сезон)       | 13 сезон            | 14 сезон            |
| ------------------- | ------------------- | ------------------- | ------------------- | ------------------- | ------------------- | ------------------- | ------------------- | ------------------- | ------------------- | ------------------- | ------------------- | ------------------- | ------------------- | ------------------- |
| Отрада Авербах      | Директор Школи      |                     |                     |                     |                     |                     |                     |                     |                     |                     |                     |                     |                     |                     |
| Олександра Лашкевич |                     | Директор Школи      | Директор Школи      | Директор Школи      | Директор Школи      | Директор Школи      | Директор Школи      | Директор Школи      | Директор Школи      | Директор Школи      |                     | Директор Школи      | Директор Школи      | Директор Школи      |
| Ірина Данилова      | Заступник Директора | Заступник Директора | Заступник Директора | Заступник Директора | Заступник Директора | Заступник Директора | Заступник Директора | Заступник Директора | Заступник Директора |                     |                     |                     |                     |                     |
| Марія Мальцова      | Заступник Директора | Заступник Директора | Заступник Директора | Заступник Директора | Заступник Директора | Заступник Директора | Заступник Директора | Заступник Директора | Заступник Директора | Заступник Директора |                     | Заступник Директора |                     | Заступник Директора |
| Юста Йоцих          |                     |                     | Заступник Директора | Заступник Директора | Заступник Директора | Заступник Директора | Заступник Директора | Заступник Директора | Заступник Директора | Заступник Директора |                     | Заступник Директора | Заступник Директора | Заступник Директора |
| Маріанна Юдіна      |                     |                     |                     |                     |                     |                     |                     |                     |                     |                     | Директор Школи      |                     |                     |                     |
| Міла Майорова       |                     |                     |                     |                     |                     |                     |                     |                     |                     |                     | Заступник Директора |                     | Заступник Директора |                     |
| Єгор Свірідов       |                     |                     |                     |                     |                     |                     |                     |                     |                     |                     | Заступник Директора |                     |                     |                     |
| Богдан Касп         |                     |                     |                     |                     |                     |                     |                     |                     |                     |                     | Заступник Директора |                     | Заступник Директора | Заступник Директора |

## Сезони
| Сезон    | Переможник                | Фіналісти                                                        | Кількість учасниць | Кількість серій | Директор Школи      | Заступники директора                       | Зйомки |
| -------- | ------------------------- | ---------------------------------------------------------------- | ------------------ | --------------- | ------------------- | ------------------------------------------ | ------ |
| 1        | Юста Йоцих                | Надя Тавакккель-Люіс,Ваня Ковачич, Артур Бурлака                 | 18                 | 19              | Отрада Авербах      | Ірина Данилова, Марія Мальцова             |        |
| 2        | Кіра Розенбах             | Ізідора Таубе, Агафія Мурзич, Астра Братцова                     | 20                 | 19              | Олександра Лашкевич | Ірина Данилова, Марія Мальцова             |        |
| 3        | Кір Вульф (Ярослав Орлов) | Наталія Кошелева, Марія Ващенко, Валера Якушко, Ді Шарафутдинова | 17                 | 18              | Олександра Лашкевич | Ірина Данилова, Марія Мальцова, Юста Йоцих |        |
| 4        | Женя Алаїшева             | Юра Маліновський, Наталія Акулова, Кріс Чернявська               | 16                 | 18              | Олександра Лашкевич | Ірина Данилова, Марія Мальцова, Юста Йоцих |        |
| 5        | Варвара Гридина           | Ден Ліберзон, Макс Белецький, Яна Княжевич                       | 14                 | 18              | Олександра Лашкевич | Ірина Данилова, Марія Мальцова, Юста Йоцих |        |
| 6        | Сем Владиженський         | Аня Фіалковська, Аріна Тевяшова, Женя Сукач                      | 15                 | 18              | Олександра Лашкевич | Ірина Данилова, Марія Мальцова, Юста Йоцих |        |
| 7        | Марія Кириївська          | Міша Свірський, Ізольда Казина, Іра Аскакова                     | 17                 | 16              | Олександра Лашкевич | Ірина Данилова, Марія Мальцова, Юста Йоцих |        |
| 8        | Іоанна Білокрильцова      | Євгенія Лукіна, Настасія Шульгіна, Стелла Логачева               | 16                 | 16              | Олександра Лашкевич | Ірина Данилова, Марія Мальцова, Юста Йоцих |        |
| 9        | Аглая Алібекова           | Міша Готовцев, Юанна Кириївська, Ліля Чемесова                   | 15                 | 15              | Олександра Лашкевич | Ірина Данилова, Марія Мальцова, Юста Йоцих |        |
| 10       | Саша Келлер               | Таня Сатина, Рубі Тейт (Рубініта Тевяшова), Крєстіна Дичева      | 16                 | 16              | Олександра Лашкевич | Марія Мальцова, Юста Йоцих                 |        |
| НВШ (12) | Роман Сибиль              | Василина Вовкова, Вероніка Абрамова                              | 10                 | 12              | Маріанна Юдіна      | Міла Майорова, Єгор Свірідов, Богдан Касп  |        |
| ВС (11)  | Дамір Куттиїв             | Поліна Кочетова, Діна Кутайсова-Лунд, Ілона Сіпіля               | 16                 | 15              | Олександра Лашкевич | Марія Мальцова, Юста Йоцих                 |        |
| 13       | Валерія Шитовкіна         | Даніяр Лунник, Ольга Єнова, Ігор Блай                            | 16                 | 15              | Олександра Лашкевич | Юста Йоцих, Міла Майорова, Богдан Касп     |        |
| 14       |                           |                                                                  |                    | 16              | Олександра Лашкевич | Юста Йоцих, Марія Мальцова, Богдан Касп    |        |

## 8 сезон
| Учасники                           |         |           |           |           |           |            |           |           |           |           |           |           |           |         |            |         |
| Учасники                           | 1       | 2         | 3         | 4         | 5         | 6          | 7         | 8         | 9         | 10        | 11        | 12        | 13        | 14      | 15         | 16      |
| ---------------------------------- | ------- | --------- | --------- | --------- | --------- | ---------- | --------- | --------- | --------- | --------- | --------- | --------- | --------- | ------- | ---------- | ------- |
| Іоанна Білокрильцова «Воландеморт» | Пройшов | Пройшов   | Найгірший | Пройшов   | Пройшов   | Пройшов    | Найгірший | Найкращий | Пройшов   | Найкращий | Пройшов   | Найкращий | Пройшов   | Пройшов | Пройшов    | 1 місце |
| Євгенія Лукіна «Лук»               | Пройшов | Пройшов   | Пройшов   | Найкращий | Пройшов   | Пройшов    | Пройшов   | Пройшов   | Пройшов   | Пройшов   | Пройшов   | Пройшов   | Найкращий | Пройшов | Пройшов    | Фінал   |
| Настасія Шульгіна «Нога»           |         |           |           | Пройшов   | Найгірший | Найгірший  | Пройшов   | Пройшов   | Пройшов   | Пройшов   | Найкращий | Пройшов   | Пройшов   | Пройшов | Пройшов    | Фінал   |
| Стелла Логачева «Каралєва»         | Вибув   | Найгірший | Пройшов   | Пройшов   | Пройшов   | Пройшов    | Пройшов   | Пройшов   | Пройшов   | Пройшов   | Найкращий | Пройшов   | Пройшов   | Пройшов | Пройшов    | Фінал   |
| Роб Калиновський «Балдьож»         | Пройшов | Пройшов   | Пройшов   | Найгірший | Пройшов   | Пройшов    | Пройшов   | Пройшов   | Найгірший | Пройшов   | Найгірший | Найкращий | Пройшов   | Вибув   | Право вето | Вибув   |
| Зоя Ададурова «Айболіт»            |         |           |           |           |           |            | Пройшов   | Найгірший | Найкращий | Найкращий | Пройшов   | Пройшов   | Пройшов   | Пройшов | Вибув      |         |
| Німфодора Шаховська «Німфа»        |         |           |           |           |           |            | Найкращий | Пройшов   | Пройшов   | Найгірший | Пройшов   | Пройшов   | Найкращий | Вибув   |            |         |
| Сьома Мухтаров «Мухаммад»          |         |           |           | Пройшов   | Пройшов   | Пройшов    | Пройшов   | Пройшов   | Пройшов   | Найгірший | Пройшов   | Пройшов   | Вибув     |         |            |         |
| Макс Амінов «Ахмад»                |         |           |           |           |           |            | Пройшов   | Пройшов   | Пройшов   | Пройшов   | Пройшов   | Пройшов   | Вибув     |         |            |         |
| Єва Онтипіна                       | Пройшов | Вибув     |           |           |           | Право вето | Пройшов   | Пройшов   | Пройшов   | Пройшов   | Пройшов   | Пройшов   | Вибув     |         |            |         |
| Вадімка Шереметьєв «Аеропорт»      | Пройшов | Пройшов   | Найкращий | Пройшов   | Пройшов   | Пройшов    | Пройшов   | Пройшов   | Пройшов   | Пройшов   | Вибув     |           |           |         |            |         |
| Стан Мустафін «Колотуха»           |         |           |           |           |           |            | Пройшов   | Пройшов   | Пройшов   | Пройшов   | Вибув     |           |           |         |            |         |
| Сабіна Мережковська «Шейх»         |         |           |           | Пройшов   | Пройшов   | Найгірший  | Пройшов   | Пройшов   | Вибув     |           |           |           |           |         |            |         |
| Віола Огібалова «Лєго»             | Пройшов | Пройшов   | Пройшов   | Пройшов   | Пройшов   | Пройшов    | Пройшов   | Вибув     |           |           |           |           |           |         |            |         |
| Васька Обрютин «Василич»           | Пройшов | Пройшов   | Пройшов   | Пройшов   | Пройшов   | Вибув      |           |           |           |           |           |           |           |         |            |         |
| Рома Фельдман                      | Пройшов | Пройшов   | Пройшов   | Пройшов   | Вибув     |            |           |           |           |           |           |           |           |         |            |         |

## Нова Школа Відчаю. (12 сезон)
| Учасники            | Випуски | Випуски   | Випуски   | Випуски   | Випуски   | Випуски   | Випуски    | Випуски    | Випуски   | Випуски   | Випуски | Випуски |
| Учасники            | 1       | 2         | 3         | 4         | 5         | 6         | 7          | 8          | 9         | 10        | 11      | 12      |
| ------------------- | ------- | --------- | --------- | --------- | --------- | --------- | ---------- | ---------- | --------- | --------- | ------- | ------- |
| Роман Сибиль        | Пройшов | Пройшов   | Номінація | Найгірший | Пройшов   | Пройшов   | Пройшов    | Пройшов    | Пройшов   | Найкращий | Пройшов | 1 місце |
| Василина Вовкова    | Пройшов | Найгірший | Пройшов   | Номінація | Пройшов   | Пройшов   | Пройшов    | Найгірший  | Найкращий | Пройшов   | Пройшов | Фінал   |
| Вероніка Абрамова   | Пройшов | Пройшов   | Номінація | Пройшов   | Пройшов   | Пройшов   | Пройшов    | Пройшов    | Пройшов   | Найгірший | Пройшов | Фінал   |
| Олексій Колмогорцев | Пройшов | Пройшов   | Пройшов   | Пройшов   | Пройшов   | Найкращий | Вибув      | Право Вето | Пройшов   | Пройшов   | Вибув   |         |
| Єва Кос             | Пройшов | Найкращий | Пройшов   | Пройшов   | Пройшов   | Пройшов   | Найкращий  | Пройшов    | Пройшов   | Пройшов   | Вибув   |         |
| Олександр Агієв     | Пройшов | Пройшов   | Пройшов   | Вибув     |           |           | Право Вето | Найкращий  | Найгірший | Вибув     |         |         |
| Яна Круглин         | Пройшов | Пройшов   | Найкращий | Пройшов   | Пройшов   | Номінація | Найгірший  | Номінація  | Вибув     |           |         |         |
| Єлизавета Форк      | Пройшов | Номінація | Пройшов   | Найкращий | Найкращий | Найгірший | Пройшов    | Вибув      |           |           |         |         |
| Степан Бурдикін     | Пройшов | Пройшов   | Пройшов   | Номінація | Найгірший | Вибув     |            |            |           |           |         |         |
| Ян Чевакинський     | Пройшов | Номінація | Вибув     |           |           |           |            |            |           |           |         |         |

## Видаленний Сезон (11 сезон)
| Учасники                              | Випуски | Випуски   | Випуски   | Випуски   | Випуски   | Випуски    | Випуски   | Випуски   | Випуски   | Випуски   | Випуски    | Випуски   | Випуски | Випуски | Випуски |
| Учасники                              | 1       | 2         | 3         | 4         | 5         | 6          | 7         | 8         | 9         | 10        | 11         | 12        | 13      | 14      | 15      |
| ------------------------------------- | ------- | --------- | --------- | --------- | --------- | ---------- | --------- | --------- | --------- | --------- | ---------- | --------- | ------- | ------- | ------- |
| Дамір Куттиїв «Псіхбальной»           | Пройшов | Найгірший | Найгірший | Найкращий | Найгірший | Пройшов    | Найкращий | Пройшов   | Найгірший | Номінація | Пройшов    | Найкращий | Пройшов | Пройшов | 1 місце |
| Поліна Кочетова «Конь»                | Пройшов | Найкращий | Пройшов   | Пройшов   | Пройшов   | Найгірший  | Пройшов   | Найкращий | Пройшов   | Найкращий | Найкращий  | Пройшов   | Пройшов | Пройшов | Фінал   |
| Діна Кутайсова-Лунд «ЛСД»             | Пройшов | Пройшов   | Пройшов   | Пройшов   | Пройшов   | Найкращий  | Пройшов   | Пройшов   | Найкращий | Пройшов   | Найкращий  | Пройшов   | Пройшов | Пройшов | Фінал   |
| Ілона Сіпіля (Айлі Елайджа) «Кончєна» | Пройшов | Номінація | Пройшов   | Найкращий | Найкращий | Пройшов    | Пройшов   | Президент | Пройшов   | Пройшов   | Найгірший  | Номінація | Пройшов | Пройшов | Фінал   |
| Альберт Ямськой «Вкрильях»            | Пройшов | Пройшов   | Пройшов   | Пройшов   | Найгірший | Найкращий  | Пройшов   | Найгірший | Номінація | Пройшов   | Пройшов    | Найгірший | Вибув   |         |         |
| Даня Ямськой «Твікс»                  |         |           |           | Пройшов   | Пройшов   | Найгірший  | Пройшов   | Найгірший | Номінація | Пройшов   | Право вето | Вибув     |         |         |         |
| Тома Ісламова «Мамаша»                | Пройшов | Пройшов   | Номінація | Пройшов   | Найкращий | Пройшов    | Номінація | Пройшов   | Найкращий | Найгірший | Вибув      |           |         |         |         |
| Карина Атанасова «Ідісюда»            | Пройшов | Номінація | Пройшов   | Пройшов   | Номінація | Пройшов    | Найкращий | Пройшов   | Найгірший | Вибув     |            |           |         |         |         |
| Марат Манушин «Папаша»                | Пройшов | Пройшов   | Пройшов   | Номінація | Пройшов   | Пройшов    | Пройшов   | Найкращий | Вибув     |           |            |           |         |         |         |
| Сергій Ходикін «Пупирка»              | Пройшов | Вибув     |           |           |           | Право вето | Номінація | Найгірший | Вибув     |           |            |           |         |         |         |
| Оксана Наумова «Чурік»                | Пройшов | Пройшов   | Номінація | Пройшов   | Пройшов   | Номінація  | Вибув     |           |           |           |            |           |         |         |         |
| Олексій Учаїв «Уміротворєніє»         | Пройшов | Найкращий | Пройшов   | Пройшов   | Пройшов   | Вибув      |           |           |           |           |            |           |         |         |         |
| Валерій Білобродський «Блатной»       | Пройшов | Пройшов   | Пройшов   | Пройшов   | Пройшов   | Вибув      |           |           |           |           |            |           |         |         |         |
| Снєжка Трощинська «Снєг»              | Пройшов | Пройшов   | Найкращий | Найгірший | Вибув     |            |           |           |           |           |            |           |         |         |         |
| Костя Каркін «Варона»                 | Пройшов | Пройшов   | Пройшов   | Вибув     |           |            |           |           |           |           |            |           |         |         |         |
| Ангела Неміровська «Водка»            | Пройшов | Пройшов   | Вибув     |           |           |            |           |           |           |           |            |           |         |         |         |

## 13 сезон
| Учасники                         | Випуски   | Випуски   | Випуски   | Випуски   | Випуски    | Випуски    | Випуски    | Випуски   | Випуски   | Випуски   | Випуски    | Випуски   | Випуски   | Випуски    | Випуски |
| Учасники                         | 1         | 2         | 3         | 4         | 5          | 6          | 7          | 8         | 9         | 10        | 11         | 12        | 13        | 14         | 15      |
| -------------------------------- | --------- | --------- | --------- | --------- | ---------- | ---------- | ---------- | --------- | --------- | --------- | ---------- | --------- | --------- | ---------- | ------- |
| Валерія Шитовкіна «Наркоша»      | Номінація | Пройшов   | Найкращий | Найгірший | Номінація  | Пройшов    | Найкращий  | Номінація | Пройшов   | Номінація | Пройшов    | Найкращий | Найкращий | Пройшов    | 1 місце |
| Даніяр Лунник «Ларіса»           | Пройшов   | Найкращий | Пройшов   | Найкращий | Найгірший  | Найкращий  | Найкращий  | Пройшов   | Номінація | Пройшов   | Пройшов    | Пройшов   | Найгірший | Право Вето | Фінал   |
| Ольга Єнова «Шашлик»             | Номінація | Найгірший | Пройшов   | Номінація | Пройшов    | Найкращий  | Пройшов    | Номінація | Найкращий | Пройшов   | Пройшов    | Найкращий | Найкращий | Пройшов    | Фінал   |
| Ігор Блай «Жигуль»               | Номінація | Пройшов   | Пройшов   | Номінація | Найкращий  | Найгірший  | Пройшов    | Пройшов   | Номінація | Пройшов   | Найкращий  | Пройшов   | Номінація | Пройшов    | Фінал   |
| Валентин Кастер «Олвейс»         |           |           |           | Найгірший | Номінація  | Право вето | Імунітет   | Пройшов   | Пройшов   | Найгірший | Номінація  | Пройшов   | Найкращий | Вибув      |         |
| Аліна Глинська «Галіна»          |           |           |           |           | Пройшов    | Пройшов    | Найкращий  | Номінація | Найкращий | Пройшов   | Право Вето | Найгірший | Вибув     |            |         |
| Олександра Ханновська «Сінагога» | Пройшов   | Найгірший | Найкращий | Пройшов   | Пройшов    | Номінація  | Пройшов    | Пройшов   | Пройшов   | Найкращий | Найгірший  | Вибув     |           |            |         |
| Даня Котегів «Мясорубка»         | Номінація | Пройшов   | Найгірший | Номінація | Пройшов    | Номінація  | Право вето | Номінація | Пройшов   | Номінація | Найгірший  | Вибув     |           |            |         |
| Діана Толуп'єва «Зубр»           | Пройшов   | Пройшов   | Номінація | Найкращий | Пройшов    | Пройшов    | Пройшов    | Пройшов   | Пройшов   | Вибув     |            |           |           |            |         |
| Август Ксенін «Водічка»          | Пройшов   | Найкращий | Пройшов   | Пройшов   | Найкращий  | Найгірший  | Найгірший  | Номінація | Вибув     |           |            |           |           |            |         |
| Сара Джунковська «Соска»         | Пройшов   | Номінація | Вибув     |           | Право вето | Найкращий  | Пройшов    | Номінація | Вибув     |           |            |           |           |            |         |
| Леонід Нурпейсов «Узбєк»         | Пройшов   | Номінація | Пройшов   | Пройшов   | Номінація  | Вибув      |            |           |           |           |            |           |           |            |         |
| Ельвіра Юхновська «Лєопард»      | Пройшов   | Пройшов   | Пройшов   | Найгірший | Вибув      |            |            |           |           |           |            |           |           |            |         |
| Луна Асанова «Вєнздей»           | Пройшов   | Пройшов   | Номінація | Вибув     |            |            |            |           |           |           |            |           |           |            |         |
| Вова Мар'ямов «Забіяка»          | Пройшов   | Пройшов   | Вибув     |           |            |            |            |           |           |           |            |           |           |            |         |
| Євгеній Небаїв «Балун»           | Пройшов   | Вибув     |           |           |            |            |            |           |           |           |            |           |           |            |         |

| Тринадцятий сезон | Випуск | Чому присвячений тиждень               |
| ----------------- | ------ | -------------------------------------- |
| Тринадцятий сезон | 1      | Кастинг та випробування                |
| Тринадцятий сезон | 2      | Тиждень опрацювання травм              |
| Тринадцятий сезон | 3      | Тиждень боротьби з залежностями        |
| Тринадцятий сезон | 4      | Тиждень боротьби з агресією            |
| Тринадцятий сезон | 5      | Тиждень боротьби з страхами            |
| Тринадцятий сезон | 6      | Тиждень відносин з рідними             |
| Тринадцятий сезон | 7      | Тиждень лідерства та вибори президента |
| Тринадцятий сезон | 8      | Тиждень дісципліни та самоуправління   |
| Тринадцятий сезон | 9      | Тиждень доброти та милосердя           |
| Тринадцятий сезон | 10     | Тиждень перетворення та битва сезонів  |
| Тринадцятий сезон | 11     | Тиждень правди                         |
| Тринадцятий сезон | 12     | Тиждень завершальної психології        |
| Тринадцятий сезон | 13     | Тиждень домашніх випробувань           |
| Тринадцятий сезон | 14     | Полуфінал у Бразилії                   |
| Тринадцятий сезон | 15     | Фінал                                  |

## 14 сезон
| Учасники                  | Випуски   | Випуски    | Випуски   | Випуски | Випуски | Випуски | Випуски | Випуски | Випуски | Випуски | Випуски | Випуски | Випуски | Випуски | Випуски | Випуски |
| Учасники                  | 1         | 2          | 3         | 4       | 5       | 6       | 7       | 8       | 9       | 10      | 11      | 12      | 13      | 14      | 15      | 16      |
| ------------------------- | --------- | ---------- | --------- | ------- | ------- | ------- | ------- | ------- | ------- | ------- | ------- | ------- | ------- | ------- | ------- | ------- |
| Маріям Александрія        | Найгірший | Пройшов    | Пройшов   |         |         |         |         |         |         |         |         |         |         |         |         |         |
| Альона Шевельєва          | Найгірший | Номінація  | Найкращий |         |         |         |         |         |         |         |         |         |         |         |         |         |
| Юлія Петрищенко-Медведчук | Номінація | Номінація  | Пройшов   |         |         |         |         |         |         |         |         |         |         |         |         |         |
| Василіса Мирослав         | Пройшов   | Пройшов    | Найгірший |         |         |         |         |         |         |         |         |         |         |         |         |         |
| Анжеліка Синельникова     | Номінація | Найгірший  | Номінація |         |         |         |         |         |         |         |         |         |         |         |         |         |
| Надія Рутковська          | Пройшов   | Пройшов    | Найгірший |         |         |         |         |         |         |         |         |         |         |         |         |         |
| Тетяна Гайдашевська       |           |            | Пройшов   |         |         |         |         |         |         |         |         |         |         |         |         |         |
| Богдан Лившиц             | Пройшов   | Найкращий  | Найкращий |         |         |         |         |         |         |         |         |         |         |         |         |         |
| Олексій Одисиїв           | Вибув     | Найгірший  | Номінація |         |         |         |         |         |         |         |         |         |         |         |         |         |
| Захар Захаров             | Номінація | Номінація  | Пройшов   |         |         |         |         |         |         |         |         |         |         |         |         |         |
| Тимур Герцен              | Найкращий | Пройшов    | Номінація |         |         |         |         |         |         |         |         |         |         |         |         |         |
| Володя Шевр               | Пройшов   | Пройшов    | Найгірший |         |         |         |         |         |         |         |         |         |         |         |         |         |
| Андрій Тесленко           | Найгірший | Номінація  | Пройшов   |         |         |         |         |         |         |         |         |         |         |         |         |         |
| Саня Паламарчук           | Номінація | Найгірший  | Найкращий |         |         |         |         |         |         |         |         |         |         |         |         |         |
| Аліса Верньє              | Вибув     | Повернений | Вибув     |         |         |         |         |         |         |         |         |         |         |         |         |         |

## Golos. 1 сезон
| Перший сезон | Випуск | Назва                           | Відбір з | До |
| ------------ | ------ | ------------------------------- | -------- | -- |
| Перший сезон | 1      | Кастинг у Києві                 |          | 15 |
| Перший сезон | 2      | Кастинг у Харкові               |          | 15 |
| Перший сезон | 3      | Кастинг у Дніпропетровську      |          | 15 |
| Перший сезон | 4      | Кастинг у Донецьку              |          | 15 |
| Перший сезон | 5      | Кастинг у Севастополі           |          | 15 |
| Перший сезон | 6      | Кастинг у Одесі                 |          | 15 |
| Перший сезон | 7      | Кастинг у Львові                |          | 15 |
| Перший сезон | 8      | Шлях до сезону                  | 35       | 15 |
| Перший сезон | 9      | Шлях до сезону                  | 35       | 15 |
| Перший сезон | 10     | Шлях до сезону                  | 35       | 15 |
| Перший сезон | 11     | Відбір до сезону                | 45       | 20 |
| Перший сезон | 12     | Друга сторона тебе              | 20       | 16 |
| Перший сезон | 13     | Пісні, які ми соромились любити | 16       | 14 |
| Перший сезон | 14     | Виклик з дитинства              | 14       | 12 |
| Перший сезон | 15     | Це не мій жанр                  | 12       | 10 |
| Перший сезон | 16     | Я - Артист                      | 10       | 10 |
| Перший сезон | 17     | Музикальний розлад особистості  | 10       | 8  |
| Перший сезон | 18     | Неформальні обставини           | 8        | 7  |
| Перший сезон | 19     | Суперники/Команда?              | 7        | 6  |
| Перший сезон | 20     | Караоке-баттл                   | 6        | 5  |
| Перший сезон | 21     | Півфінал - Про мене             | 5        | 3  |
| Перший сезон | 22     | Фінал                           | 3        | 1  |

| Учасник          | Вік | Звідки          | Кастинг           | Наставник     | Вибув     |
| ---------------- | --- | --------------- | ----------------- | ------------- | --------- |
| Дар'я Шаповал    | 16  | Суми            | Харківський       | Сем Хван      | 22 випуск |
| Валентин Міронов | 22  | Ялта            | Севастопольський  | Ксенія Шарто  | 22 випуск |
| Джессіка Лі      | 26  | Сеул            | Київський         | Яна Курча     | 22 випуск |
| Рустам Закіров   | 26  | Керч            | Севастопольський  | Яна Курча     | 21 випуск |
| Діана Ротару     | 23  | Тирасполь       | Одеський          | Сем Хван      | 21 випуск |
| Нік Шевченко     | 24  | Ростов-на-Дону  | Донецький         | Ксенія Шарто  | 20 випуск |
| Марина Петрук    | 26  | Чернігів        | Київський         | Ксенія Шарто  | 19 випуск |
| Оля Михайленко   | 36  | Дніпропетровськ | Дніпропетровський | Тарас Ігнатов | 18 випуск |
| Артем Літвін     | 20  | Бровари         | Київський         | Сем Хван      | 17 випуск |
| Майкл О'Коннор   | 20  | Дублін          | Львівський        | Ксенія Шарто  | 17 випуск |
| Аліна Гуменюк    | 19  | Новомосковськ   | Дніпропетровський | Сем Хван      | 15 випуск |
| Лаура Мартінес   | 42  | Барселона       | Донецький         | Сем Хван      | 15 випуск |
| Лейла Алієва     | 25  | Баку            | Київський         | Яна Курча     | 14 випуск |
| Євгеній Ахмадов  | 18  | Душанбе         | Київський         | Тарас Ігнатов | 14 випуск |
| Бодя Коваленко   | 20  | Ужгород         | Львівський        | Тарас Ігнатов | 13 випуск |
| Джулія Чжан      | 23  | Пекін           | Харківський       | Тарас Ігнатов | 13 випуск |
| Алсу Пономарьова | 21  | Севастополь     | Севастопольський  | Яна Курча     | 12 випуск |
| Валерія Корж     | 23  | Суми            | Харківський       | Яна Курча     | 12 випуск |
| Марина Чепурна   | 19  | Алчевськ        | Донецький         | Ксенія Шарто  | 12 випуск |
| Віка Соловйова   | 16  | Сніжне          | Донецький         | Тарас Ігнатов | 12 випуск |

| Наставник        | Учасники        |
| ---------------- | --------------- |
| Яна Курча        |                 |
| Джессіка Лі      |                 |
| Лейла Алієва     |                 |
| Рустам Закіров   |                 |
| Алсу Пономарьова |                 |
| Валерія Корж     |                 |
| Сем Хван         | Артем Літвін    |
| Сем Хван         | Дар'я Шаповал   |
| Сем Хван         | Аліна Гуменюк   |
| Сем Хван         | Лаура Мартінес  |
| Сем Хван         | Діана Ротару    |
| Ксенія Шарто     |                 |
| Валентин Міронов |                 |
| Марина Петрук    |                 |
| Нік Шевченко     |                 |
| Марина Чепурна   |                 |
| Майкл О'Коннор   |                 |
| Тарас Ігнатов    | Оля Михайленко  |
| Тарас Ігнатов    | Євгеній Ахмадов |
| Тарас Ігнатов    | Бодя Коваленко  |
| Тарас Ігнатов    | Віка Соловйова  |
| Тарас Ігнатов    | Джулія Чжан     |

| Учасники         | Випуски   | Випуски   | Випуски   | Випуски   | Випуски   | Випуски   | Випуски   | Випуски   | Випуски   | Випуски   | Випуски  |
| Учасники         | 12        | 13        | 14        | 15        | 16        | 17        | 18        | 19        | 20        | 21        | 22       |
| ---------------- | --------- | --------- | --------- | --------- | --------- | --------- | --------- | --------- | --------- | --------- | -------- |
| Дар'я Шаповал    | Найкращий |           |           | Найкращий | Найкращий |           |           |           |           | Номінація | Перемога |
| Валентин Міронов |           | Найкращий |           |           |           | Найкращий |           |           | Найкращий |           | 2 місце  |
| Джессіка Лі      |           | Найкращий |           |           |           |           |           |           | Номінація |           | 3 місце  |
| Рустам Закіров   |           |           |           | Найкращий |           |           | Найкращий | Найкращий |           | Вибув     |          |
| Діана Ротару     |           |           |           |           |           |           |           | Номінація |           | Вибув     |          |
| Нік Шевченко     | Найкращий |           |           | Номінація |           |           |           |           | Вибув     |           |          |
| Марина Петрук    |           |           |           | Номінація |           |           | Номінація | Вибув     |           |           |          |
| Оля Михайленко   | Номінація |           |           |           | Номінація |           | Вибув     |           |           |           |          |
| Артем Літвін     | Номінація |           | Номінація |           | Номінація | Вибув     |           |           |           |           |          |
| Майкл О'Коннор   |           | Номінація |           |           |           | Вибув     |           |           |           |           |          |
| Аліна Гуменюк    |           |           | Номінація | Вибув     |           |           |           |           |           |           |          |
| Лаура Мартінес   |           |           |           | Вибув     |           |           |           |           |           |           |          |
| Лейла Алієва     |           | Номінація | Вибув     |           |           |           |           |           |           |           |          |
| Євгеній Ахмадов  |           |           | Вибув     |           |           |           |           |           |           |           |          |
| Бодя Коваленко   |           | Вибув     |           |           |           |           |           |           |           |           |          |
| Джулія Чжан      |           | Вибув     |           |           |           |           |           |           |           |           |          |
| Алсу Пономарьова | Вибув     |           |           |           |           |           |           |           |           |           |          |
| Валерія Корж     | Вибув     |           |           |           |           |           |           |           |           |           |          |
| Марина Чепурна   | Вибув     |           |           |           |           |           |           |           |           |           |          |
| Віка Соловйова   | Вибув     |           |           |           |           |           |           |           |           |           |          |